# Chrissy Amphlett
Pour les articles homonymes, voir Amphlett.
Chrissy Amphlett, née Christina Joy Amphlett le 25 octobre 1959 à Geelong, Victoria, Australie et morte le 21 avril 2013  à New York, est une chanteuse australienne. Elle fut la chanteuse du groupe Divinyls des années 1980 et 1990.

## Biographie
Elle grandit à Geelong et devient chanteuse et danseuse. Elle quitte le foyer familial adolescente et voyage jusqu'en Angleterre, en France et en Espagne où elle est emprisonnée pendant trois mois pour avoir chanté dans la rue.
Dans une interview accordée à l'émission A Current Affair sur Nine Network, le 7 décembre 2007, Amphlett révèle qu'elle souffre de sclérose en plaques. Le 20 octobre 2010, elle annonce qu'elle souffre d'un cancer du sein. En raison de la sclérose en plaques dont Amphlett souffrait simultanément, elle n'était pas en mesure de recevoir un traitement de radiothérapie ou de chimiothérapie comme traitement contre le cancer.Elle meurt en 2013 d'un cancer du sein, aggravé par une sclérose en plaques.

## Les années Divinyls
Le groupe Divinyls a été créé en 1980 avec Mark McEntee, qui a joué un morceau de musique du film Buffy the Vampire Slayer en 1992. En 1990, ils sortent leur plus gros succès, le célèbre single I touch myself extrait de l'album éponyme Divinyls.